# Serpentari comú
El serpentari comú (Spilornis cheela) és un ocell rapinyaire de la família dels accipítrids (Accipitridae). Habita els boscos de l'Àsia meridional des del Pakistan, l'Índia, Sri Lanka, sud-est de la Xina, Hainan i Taiwan, cap al sud, a través del Sud-est Asiàtic fins a les illes Andaman, Sumatra, Java, Borneo i les illes Balabac, Palawan i Calamian. El seu estat de conservació es considera de risc mínim.
Espècie amb un bon nombre de subespècies. Una d'elles, Spilornis cheela minimus ha estat considerada una espècie diferent.